# Kaksoisolento
Kaksoisolento è un singolo della cantante finlandese Tuuli, pubblicato il 18 maggio 2015.

## Tracce
1. Kaksoisolento – 3:09